# غلامرضا رضوانی

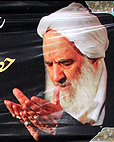
عکس غلامرضا رضوانی سال ۱۳۹۲

غلامرضا رضوانی (۱ مهر ۱۳۰۹ خمین – ۳۰ فروردین ۱۳۹۲) فرزند محمدکریم، دارای تحصیلات اجتهاد حوزوی، از فقهای شورای نگهبان (بجز دوره دوم) بود. از سوابق او: عضو مجلس خبرگان رهبری، تدریس خارج در نجف و تهران، نماینده رهبران ایران در بازار و رئیس دیوان عدالت اداری. وی که از اعضای دوره ششم شورای نگهبان بود در ۳۰ فروردین ۱۳۹۲ درگذشت.

## تحصیلات
با تأسیس اولین مدرسه جدید در شهرستان خمین، ایشان، به تحصیل در این مدرسه پرداخت و در عنفوان جوانی به سال ۱۳۲۷ برای تحصیل علوم اهل بیت راهی شهر قم گردید.
پس از طی دوره سطح و سطوح عالی حوزه علمیه قم نزد سیدمحمد باقرسلطانی طباطبایی و عبدالجواد اصفهانی به دروس خارج فقه و اصول سید حسین بروجردی، سید محمد محقق داماد و سید روح‌الله خمینی پیوست.
وی در سال ۱۳۳۲ برای کسب فیض از اساتید حوزه علمیه نجف، راهی عراق شد و از محضر سیدمحمود حسینی شاهرودی بهره برد و همزمان به تدریس سطوح عالی علوم حوزوی مشغول گردید. وی ضمن تدریس علوم حوزوی همچون رسائل، مکاسب، خارج فقه و فلسفه در مدرسه بروجردی، مسجد ترک‌ها و مسجد هندی به تحقیق و تألیف آثاری همچون حواشی بر عروةالوثقی، کفایة الاصول و مکاسب پرداخت.

## پس از انقلاب اسلامی
پس از تصویب و همه‌پرسی قانون اساسی جمهوری اسلامی ایران، از نخستین فقهایی بود که در اول اسفند ۱۳۵۸ با حکم سید روح‌الله خمینی به عضویت شورای نگهبان درآمد تا به عنوان فقیهی مبرز برای انطباق مصوبات مجلس شورای اسلامی با شرع مبین اسلام و قانون اساسی و نیز نظارت بر انتخابات در نظام جمهوری اسلامی ایران اقدام کند.
غلامرضا رضوانی به مدت سه سال در شورای نگهبان، انجام وظیفه نمود. از آنجایی که طبق اصل ۹۲ قانون اساسی «... در نخستین دوره پس از گذشتن سه سال‏، نیمی از اعضا به قید قرعه تغییر می‌یابند…» رضوانی مام مسجد سید عزیزالله بازار تهران بود و عضو شورای نگهبان. مسجدش شده بود بنگاه خرید و فروش «تایید صلاحیت مجلس» از ۳۰۰ تا ۵۰۰ میلیون تومان (با ارزش پول ۱۰ تا ۱۵ سال پیش). به قید قرعه از این نهاد خارج شد. وی سپس به ریاست دیوان عدالت اداری منصوب گردید.
پس از مرگ سید احمد خوانساری، که در مسجد سید عزیزالله بازار تهران اقامه نماز جماعت می‌نمود، سید روح‌الله خمینی در تاریخ ۷ اسفند ۱۳۶۳ مصادف با ۵ جمادی الثانی ۱۴۰۵، غلامرضا رضوانی را طی حکمی به عنوان امام جماعت این مسجد معرفی کرد.

## حضور مجدد در شورای نگهبان
در تابستان سال ۱۳۶۸ محمد یزدی یکی از فقهای شورای نگهبان با حکم سید علی خامنه‌ای به ریاست قوه قضائیه منصوب گردید و همزمان غلامرضا رضوانی در تاریخ ۹ شهریور ۱۳۶۸ وی به عضویت شورای نگهبان منصوب گردید.
رضوانی سرانجام در شامگاه ۳۰ فروردین ۱۳۹۲ از دنیا رفت.